# Oleksandr Palamar
Oleksandr Wiktorowytsch Palamar (ukrainisch Олександр Вікторович Паламарь; * 30. März 1987 in Charkiw, Ukrainische SSR) ist ein ukrainischer Billardspieler. Er wurde 2007 Weltmeister in der Kombinierten Pyramide, einer Disziplin des Russischen Billards.

## Karriere
Oleksandr Palamar begann ein halbes Jahr nach seinem älteren Bruder Jewhen mit dem Billardspielen und spielte zunächst hauptsächlich mit ihm zusammen. Im Alter von elf Jahren nahm er zum ersten Mal an einem Turnier teil. Seinen ersten größeren Erfolg erreichte er 2002, als er beim Indepence-Cup ins Finale einzog. Im selben Jahr erreichte er bei der Europameisterschaft in der Freien Pyramide die Runde der letzten 32. 2003 nahm er zum ersten Mal an der Weltmeisterschaft teil und gelangte ins Sechzehntelfinale, in dem er seinem Landsmann Jurij Tarasjuk unterlag. Bei der EM erreichte er 2003 das Viertelfinale und 2004 das Endspiel, das er jedoch mit 1:5 gegen Kanybek Sagyndykow verlor. Vier Monate später zog er beim Kaukasus-Cup ins Halbfinale ein. Bei der WM 2004 schied er erneut in der Runde der letzten 32 aus. Im März 2005 gewann er in Dnipro mit einem Finalsieg gegen Ihor Hubarjew zum ersten Mal ein Europacupturnier. Zudem erreichte er 2005 das Viertelfinale der Europameisterschaft und das Finale des Asien-Cups, das er mit 5:7 gegen Jaroslaw Wynokur verlor. Im November 2005 gewann er mit einem 9:7-Sieg im Finale gegen Oleksandr Bojko den Witalij-Massol-Pokal. Wenig später unterlag er bei der WM 2005 in der vierten Verliererrunde dem späteren Weltmeister Juri Paschtschinski nach einer 3:0-Führung mit 3:4 und verpasste somit knapp den Einzug ins Achtelfinale.
Im Mai 2006 wurde Palamar durch einen 7:5-Sieg gegen Seymur Məmmədov Europameister. Drei Monate später gelang ihm in Kiew im Finale gegen Pawel Mechowow sein zweiter Europacupsieg. Im Dezember 2006 kam er bei der Weltmeisterschaft erstmals über die Runde der letzten 32 hinaus. Nachdem er unter anderem Kanybek Sagyndykow, Seymur Məmmədov und Eduard Galijanz besiegt hatte, zog er ins Finale ein, in dem er sich dem Russen Pawel Mechowow trotz einer zwischenzeitlichen 5:3-Führung mit 5:7 geschlagen geben musste. Im April 2007 erreichte er bei der erstmals ausgetragenen WM in der Kombinierten Pyramide das Finale und besiegte dort den Kirgisen Kanybek Sagynbajew mit 7:6. Nach Jaroslaw Wynokur war er der zweite Ukrainer, der eine Billard-Weltmeisterschaft gewann. Wenige Wochen später gelang ihm bei der Europameisterschaft in der Freien Pyramide im Finale gegen Juri Paschtschinski die Titelverteidigung. Im Sommer 2007 erreichte er bei der offenen Asienmeisterschaft das Halbfinale und gewann den Indepence-Cup sowie zum dritten Mal ein Europacupturnier. Im Oktober 2007 zog er bei der ersten Austragung der Weltmeisterschaft in der Dynamischen Pyramide ins Endspiel ein, in dem er sich nun jedoch dem Kirgisen Sagynbajew mit 5:7 geschlagen geben musste. Einen Monat später schied er in der Freien Pyramide hingegen im Achtelfinale aus.
Anfang 2008 folgte bei der WM in der Kombinierten Pyramide das Sechzehntelfinalaus. Wenig später erreichte er das Halbfinale der Europameisterschaft sowie das Finale bei der Asienmeisterschaft und bei der ukrainischen Meisterschaft in der Dynamischen Pyramide. Bei der Freie-Pyramide-WM 2008 zog er ins Halbfinale ein und verlor mit 1:6 gegen Pawel Mechowow. Auch bei der Weltmeisterschaft in der Kombinierten Pyramide 2009 gelangte er in die Vorschlussrunde und schied gegen den späteren Weltmeister Aues Jeljubajew aus. Wenige Wochen nachdem ihm beim Europacup sein vierter Turniersieg gelungen war und er im ukrainischen Pokal Zweiter geworden war, wurde Palamar im Oktober 2009 durch einen 7:2-Finalsieg gegen seinen Landsmann Jaroslaw Tarnowezkyj zum dritten Mal Europameister. Bei der WM in der Freien Pyramide verlor er 2009 erneut im Halbfinale, diesmal gegen Kanybek Sagynbajew. Kurz darauf gewann er erstmals das Finalturnier des Europacups.
Nachdem er zuvor dreimal in Folge bei Weltmeisterschaften ins Halbfinale eingezogen war, schied Palamar 2010 in der Kombinierten Pyramide im Viertelfinale gegen Ikram Achmetow aus und in der Freien Pyramide bereits im Achtelfinale gegen Pawel Kusmin. Bei der EM 2010 unterlag er im Halbfinale dem späteren Europameister Andrei Freise. Im Februar 2011 gelang ihm zum vierten Mal der Einzug in ein WM-Finale: Er verlor sein nach 2007 zweites Endspiel in der Kombinierten Pyramide jedoch mit 3:6 gegen Nikita Liwada. Kurz darauf gewann er im Finale gegen Wladislaw Osminin zum ersten Mal ein Weltcupturnier. Bei der EM 2011 schied er im Achtelfinale aus. Bei der Asienmeisterschaft 2011 erreichte er das Halbfinale. Vier Monate später unterlag er bei der WM in der Freien Pyramide im Achtelfinale dem späteren Weltmeister, seinem Landsmann Jaroslaw Wynokur. 2012 erreichte er bei der WM in der Kombinierten Pyramide das Viertelfinale und schied in der Freien Pyramide bereits in der Runde der letzten 64 aus. In der Dynamischen Pyramide erreichte er wiederum das Viertelfinale.
Im Februar 2013 zog Palamar zum vierten Mal ins Halbfinale der Weltmeisterschaft in der Kombinierten Pyramide ein und verlor gegen den späteren Weltmeister Jaroslaw Tarnowezkyj. Vier Monate später schied er zum ersten Mal seit 2005 wieder bei einer Weltmeisterschaft in der Vorrunde aus, als er in der Dynamischen Pyramide im dritten Vorrundenspiel seine zweite Niederlage hinnehmen musste. Im September 2013 folgte bei der Freie-Pyramide-WM das Erstrundenaus. Im folgenden Jahr erreichte er wieder bessere WM-Ergebnisse. Nachdem er in der Kombinierten Pyramide das Achtelfinale und in der Dynamischen Pyramide das Sechzehntelfinale erreicht hatte, zog er in der Freien Pyramide zum zweiten Mal ins WM-Finale ein, in dem er sich jedoch dem Moldawier Sergei Kryzhanovsky mit 5:7 geschlagen geben musste.
2015 erreichte Palamar bei der WM in der Kombinierten Pyramide die Runde der letzten 32 und bei der Europameisterschaft in der Freien Pyramide das Viertelfinale. Im Dezember 2015 schied er bei der Weltmeisterschaft in der Freien Pyramide, seiner bislang letzten WM-Teilnahme, im Achtelfinale mit 4:7 gegen den Kasachen Älichan Qaranejew aus. Ein Jahr später gewann Palamar durch einen 7:3-Finalsieg gegen Mark Pleschko das Finalturnier des ukrainischen Pokals.
Nachdem er 2017 beim Kremlin Cup, beim Savvidi Cup und bei der ukrainischen Meisterschaft in der Freien Pyramide frühzeitig ausgeschieden war, erreichte Palamar beim Empire Cup 2018 zumindest wieder einen fünften Platz. Beim Savvidi Cup 2018 folgte hingegen ein Erstrundenaus.
Anfang 2019 gewann Palamar in Moskau durch einen 6:4-Finalsieg gegen Juri Paschtschinski den Champions Cup. Beim Kremlin Cup 2019 schied er hingegen erneut in der Runde der letzten 128 aus. Im Oktober 2019 gehörte er beim Savvidi Cup zu den 16 Spielern, die im Sechzehntelfinale gesetzt waren. In der Runde der letzten 32 unterlag er dem Usbeken Nodirbek Mirzayev.

## Erfolge
- Witalij-Massol-Pokal: 2005
- Freie-Pyramide-Europameister: 2006, 2007, 2009
- Europacup: 2005/2, 2006/3, 2007/3, 2009/4
- Kombinierte-Pyramide-Weltmeister: 2007
- Indepence-Cup: 2007
- Europacup-Finalturnier: 2009
- Weltcup: 2011/2
- Ukrainischer Pokal: 2016
- Champions Cup: 2019

## Teilnahmen an Weltmeisterschaften
| Disziplin            | 1999              | 2000              | 2001              | 2002              | 2003              | 2004              | 2005              | 2006              | 2007 | 2008              | 2009              | 2010              | 2011              | 2012 | 2013 | 2014 | 2015 | 2016 | 2017  | 2018  | 2019  | 2020  |
| -------------------- | ----------------- | ----------------- | ----------------- | ----------------- | ----------------- | ----------------- | ----------------- | ----------------- | ---- | ----------------- | ----------------- | ----------------- | ----------------- | ---- | ---- | ---- | ---- | ---- | ----- | ----- | ----- | ----- |
| Freie Pyramide       | ?                 | ?                 | ?                 | –                 | L32               | L32               | R                 | F                 | A    | H                 | H                 | A                 | A                 | L64  | R    | F    | A    | –    | n. a. | –     | –     | n. a. |
| Dynamische Pyramide  | nicht ausgetragen | nicht ausgetragen | nicht ausgetragen | nicht ausgetragen | nicht ausgetragen | nicht ausgetragen | nicht ausgetragen | nicht ausgetragen | F    | nicht ausgetragen | nicht ausgetragen | nicht ausgetragen | nicht ausgetragen | V    | R    | L32  | –    | –    | n. a. | –     | n. a. | n. a. |
| Kombinierte Pyramide | nicht ausgetragen | nicht ausgetragen | nicht ausgetragen | nicht ausgetragen | nicht ausgetragen | nicht ausgetragen | nicht ausgetragen | nicht ausgetragen | S    | L32               | H                 | V                 | F                 | V    | H    | A    | L32  | –    | –     | n. a. | –     | n. a. |
| Quelle:              |                   |                   |                   |                   |                   |                   |                   |                   |      |                   |                   |                   |                   |      |      |      |      |      |       |       |       |       |

| Legende | Legende                               |
| ------- | ------------------------------------- |
| S       | Sieger                                |
| F       | Finalist                              |
| HF / H  | Halbfinalist                          |
| VF / V  | Viertelfinalist                       |
| AF / A  | Achtelfinalist                        |
| LX      | Niederlage in der Runde der letzten X |
| R2      | Niederlage in Runde 2                 |
| R       | Vorrundenaus/Niederlage in Runde 1    |
| –       | nicht teilgenommen                    |
| n. a.   | nicht ausgetragen                     |

## Familie
Sein älterer Bruder Jewhen Palamar ist ebenfalls Billardspieler. Bei der WM 2008 belegten beide den geteilten dritten Platz.